# Девятово (Удмуртия)
Девя́тово — деревня в Сарапульском районе Удмуртской Республики, центр муниципального образования (сельского поселения) «Девятовское».

## Географическое положение
Деревня располагается в 12 км от Сарапула и 52 км от Ижевска, на речке Яромаска.

## История
С 1844 года жители починка Девятова (Штурма) числились прихожанами Космо-Дамианской церкви села Бабино. По итогам десятой ревизии 1859 года в 67 дворах казённой деревни Девятово Сарапульского уезда при речке Яромаске проживали 249 жителей мужского пола и 283 женского, в деревне располагалась часовня и работали 3 мельницы.
На 1924 год деревня Девятово входила в состав Яромасского сельсовета Сарапульского района, в 1965 году Яромасский сельсовет переименован в Дулесовский сельсовет. А в 1990 году образован самостоятельный Девятовский сельсовет, который в 2005 году был преобразован в муниципальное образование и наделён статусом сельского поселения.

## Население
| 2008 | 2010 | 2012 |
| ---- | ---- | ---- |
| 513  | ↗525 | ↗526 |

Национальный состав
Согласно результатам переписи 2002 года, в национальной структуре населения русские составляли 74% из 499 человек.

## Социальная инфраструктура
- МОУ Девятовская ООШ — 68 учеников в 2008 году[10], основана в 1904 году[11]
- Девятовский детский сад
- Девятовская библиотека — открыта в 1954 году[12]